# Ronde van Frankrijk 2024/Eenentwintigste etappe
De eenentwintigste etappe van de Ronde van Frankrijk 2024 was een individuele tijdrit met een lengte van 33,7 kilometer. De etappe werd verreden op 21 juli met start in Monaco en eindigde in Nice.

## Parcours
Met 33,7 ultieme kilometers moeten de renners het nog afleggen om deze Tour de France tot een goed einde te brengen. La Turbie (8,1 km à 5,6%) en Col d’Èze (1,6 km à 8,1%) zijn de hindernissen van de dag. Vervolgens wacht de snelle afdaling naar Éze. De streep is getrokken op de Avenue Jean Médecin.

## Verloop
Tadej Pogačar heeft ook de afsluitende tijdrit van deze Tour de France gewonnen, zijn 6e etappezege in deze Ronde van Frankrijk. De Sloveense kopman van UAE Team Emirates won met een minuut voorsprong op Jonas Vingegaard. Remco Evenepoel moest vrede nemen met de derde plaats, op 1'14" van Pogacar die zo de historische dubbel Giro-Tour won. Zes etappezeges en de gele trui op het eindpodium. Bernard Hinault won in 1979 op weg naar zijn eindzege zeven ritten.
Biniam Girmay won de groene trui, Richard Carapaz de bollentrui. Evenepoel is niet alleen derde, hij is ook de beste jongere.
Mark Cavendish en Romain Bardet, die allebei in de Tour geschiedenis schreven, namen door de grote poort afscheid.
| Monaco – Nice (33,7 km) |                   |                         |          |
| Plaats                  | Naam              | Ploeg                   | Tijd     |
| 1                       | Tadej Pogačar     | UAE Team Emirates       | 45'25""' |
| 2                       | Jonas Vingegaard  | Team Visma-Lease a Bike | + 1'03"  |
| 3                       | Remco Evenepoel   | Soudal Quick-Step       | + 1'14"  |
| 4                       | Matteo Jorgenson  | Team Visma-Lease a Bike | + 2'08"  |
| 5                       | João Almeida      | UAE Team Emirates       | + 2'18"  |
| 6                       | Derek Gee         | Israel-Premier Tech     | 2'18"    |
| 7                       | Mikel Landa       | Soudal Quick-Step       | + 2'41"  |
| 8                       | Harold Tejada     | Astana Qazaqstan Team   | + 2'50"  |
| 9                       | Santiago Buitrago | Bahrain Victorious      | + 2'53"  |
| 10                      | Adam Yates        | UAE Team Emirates       | 2'56"    |

## Klassementen

### Algemeen klassement
| Algemeen klassement (gele trui) |                   |                         |           |
| Plaats                          | Naam              | Ploeg                   | Tijd      |
| Gele trui                       | Tadej Pogačar     | UAE Team Emirates       | 83u38'56" |
| 2                               | Jonas Vingegaard  | Team Visma-Lease a Bike | + 6'17"   |
| 3                               | Remco Evenepoel   | Soudal Quick-Step       | + 9'18"   |
| 4                               | João Almeida      | UAE Team Emirates       | + 19'03"  |
| 5                               | Mikel Landa       | Soudal Quick-Step       | + 20'06"  |
| 6                               | Adam Yates        | UAE Team Emirates       | + 24'07"  |
| 7                               | Carlos Rodríguez  | INEOS Grenadiers        | + 25'04"  |
| 8                               | Matteo Jorgenson  | Team Visma-Lease a Bike | + 26'34"  |
| 9                               | Derek Gee         | Israel-Premier Tech     | + 27'21"  |
| 10                              | Santiago Buitrago | Bahrain Victorious      | + 29'03"  |

### Puntenklassement
| Puntenklassement (groene trui) |                  |                    |        |
| Plaats                         | Naam             | Ploeg              | Punten |
| Groene trui                    | Biniam Girmay    | Intermarché-Wanty  | 387    |
| 2                              | Jasper Philipsen | Alpecin-Deceuninck | 354    |
| 3                              | Bryan Coquard    | Cofidis            | 208    |
| 4                              | Anthony Turgis   | TotalEnergies      | 196    |
| 5                              | Tadej Pogačar    | UAE Team Emirates  | 180    |

### Bergklassement
| Bergklassement (bolletjestrui) |                  |                         |        |
| Plaats                         | Naam             | Ploeg                   | Punten |
| Bolletjestrui                  | Richard Carapaz  | EF Education-EasyPost   | 127    |
| 2                              | Tadej Pogačar    | UAE Team Emirates       | 102    |
| 3                              | Jonas Vingegaard | Team Visma-Lease a Bike | 70     |
| 4                              | Matteo Jorgenson | Team Visma-Lease a Bike | 54     |
| 5                              | Remco Evenepoel  | Soudal Quick-Step       | 50     |

### Jongerenklassement
| Jongerenklassement (witte trui) |                   |                         |            |
| Plaats                          | Naam              | Ploeg                   | Tijd       |
| Witte trui                      | Remco Evenepoel   | Soudal Quick-Step       | 83u48'14"  |
| 2                               | Carlos Rodríguez  | INEOS Grenadiers        | + 15'46"   |
| 3                               | Matteo Jorgenson  | Team Visma-Lease a Bike | + 17'16"   |
| 4                               | Santiago Buitrago | Bahrain Victorious      | + 19'45"   |
| 5                               | Javier Romo       | Movistar Team           | + 1u33'08" |

### Ploegenklassement
| Ploegenklassement |                         |            |
| Plaats            | Ploeg                   | Tijd       |
|                   | UAE Team Emirates       | 251u36'43" |
| 2                 | Team Visma-Lease a Bike | + 31'54"   |
| 3                 | Soudal Quick-Step       | + 1u33'06" |
| 4                 | INEOS Grenadiers        | + 1u34'05" |
| 5                 | Lidl-Trek               | + 2u33'49" |

1e etappe ·
2e etappe ·
3e etappe ·
4e etappe ·
5e etappe ·
6e etappe ·
7e etappe ·
8e etappe ·
9e etappe ·
10e etappe ·
11e etappe ·
12e etappe ·
13e etappe ·
14e etappe ·
15e etappe ·
16e etappe ·
17e etappe ·
18e etappe ·
19e etappe ·
20e etappe ·
21e etappe
Startlijst · Eindstanden · Afbeeldingen